# Socialistična republika Črna gora
Socialistična republika Črna gora ([Социјалистичка Република Црна Гора] Napaka: {{Jezik-xx}}: Non-latn text (pos $1)/Latn script subtag mismatch (pomoč)), pogosto imenovana Socialistična Črna gora ali preprosto Črna gora je bila ena od šestih zveznih republik, ki so sestavljale Socialistično federativno republiko Jugoslavijo in nacionalno državo Črnogorcev. Država velja za predhodnico današnje Republike Črne gore.
Črna gora je bila pred nastankom del upravne enote Zetske banovine Kraljevine Jugoslavije.  

## Zgodovina
7. julija 1963 se je Ljudska republika Črna Gora preimenovala v "Socialistično republiko Črno goro" (sprememba, ki sta jo ratificirali tako Zvezna ustava kot novoustanovljena črnogorska ustava leta 1963) s srbohrvaščino kot uradnim jezikom. Leta 1991, ko se je Zveza komunistov Črne gore po prvih večstrankarskih volitvah preimenovala v Demokratično partijo socialistov Črne gore, je bil v imenu države odstranjen izraz "socialistična". Leta 1992, ko je SFR Jugoslavija razpadla, je Črna gora skupaj z Srbijo ustanovila Zvezno republiko Jugoslavijo, ki se je pozneje imenovala tudi Srbija in Črna gora. 